# Discografia dei Cradle of Filth
La discografia dei Cradle of Filth, gruppo musicale symphonic black metal britannico, è costituita da numerosi album in studio ed EP pubblicati tra il 1994 e il 2025.
A ciò vanno aggiunti anche alcuni demo (precedenti) e svariati singoli usciti nello stesso periodo, nonché bootleg vari.
Consistente anche la videografia dei Cradle of Filth, composta da tre pubblicazioni + due videosingoli e numerosi videoclip.

## Demo
- 1992 - Invoking the Unclean
- 1992 - Orgiastic Pleasures Foul
- 1992 - A Pungent and Sexual Miasma (Split con i Malediction: precedenti Demo + Live)
- 1993 - Total Fucking Darkness

## Album in studio
- 1994 - The Principle of Evil Made Flesh
- 1996 - Dusk... and Her Embrace
- 1998 - Cruelty and the Beast
- 2000 - Midian
- 2003 - Damnation and a Day
- 2004 - Nymphetamine
- 2006 - Thornography
- 2008 - Godspeed on the Devil's Thunder
- 2010 - Darkly, Darkly, Venus Aversa
- 2012 - The Manticore and Other Horrors
- 2015 - Hammer of the Witches
- 2017 - Cryptoriana - The Seductiveness of Decay
- 2021 - Existence Is Futile
- 2025 - The Screaming of the Valkyries

## EP
- 1996 - V Empire or Dark Faerytales in Phallustein
- 1999 - From the Cradle to Enslave
- 2001 - Bitter Suites to Succubi
- 2006 - Thornographic
- 2011 - Evermore Darkly...

## Album dal vivo
- 2002 - Live Bait for the Dead
- 2023 - Trouble and Their Double Lives

## Raccolte
- 2002 - Lovecraft & Witch Hearts
- 2012 - Midnight in the Labyrinth

- 2016 - Dusk… and Her Embrace ~ The Original Sin

## Singoli
- 1998 - Twisted Nails of Faith
- 2000 - Her Ghost in the Fog / Dance Macabre
- 2002 - No Time to Cry
- 2003 - Babalon A.D. (So Glad for the Madness)
- 2003 - Mannequin
- 2004 - Nymphetamine Fix
- 2005 - Devil Woman
- 2006 - Temptation
- 2008 - Honey and Sulphur
- 2008 - Tragic Kingdom
- 2009 - The Death of Love
- 2010 - Forgive Me Father (I Have Sinned)
- 2011 - Lilith Immaculate
- 2012 - Frost on Her Pillow
- 2013 - For Your Vulgar Delectation
- 2015 - Right Wing of the Garden Triptych
- 2015 - Blackest Magick in Practice
- 2017 - Heartbreak and Seance
- 2021 - Crawling King Chaos
- 2021 - Necromantic Fantasies
- 2023 - She Is a Fire
- 2024 - Malignant Perfection
- 2025 - To Live Deliciously
- 2025 - White Hellebore

## Bootleg
- 1995 - Live in Berlin
- 1997 - Sodomizing the Virgin Vamps
- 1999 - The Princess of Darkness
- 1999 - Venus in Fear
- 2001 - The Evil's Bitter Sweet
- 2003 - Damnation and a Day - Tour 2003

## Videografia

### Album video
- PanDaemonAeon (1999) (VHS/DVD)
- Heavy, Left-Handed & Candid (2001) (VHS/DVD)
- Peace Through Superior Firepower (2005) (DVD)

### Videosingoli
- Babalon A.D. (So Glad for the Madness) (2003) (DVD)
- Mannequin (2003) (DVD)

### Video musicali
- From the Cradle to Enslave - diretto da Alex Chandon: regista di Cradle of Fear, film horror il cui protagonista è lo stesso Dani Filth.
- Her Ghost in the Fog
- Born in a Burial Gown
- No Time to Cry
- Scorched Earth Erotica
- Babalon A.D. (So Glad for the Madness) - ispirato al film Salò o le 120 giornate di Sodoma di Pier Paolo Pasolini.
- Mannequin
- The Promise of Fever
- Nymphetamine Fix
- Temptation
- Tonight in Flames
- The Foetus of a New Day Kicking
- Honey and Sulphur
- The Death of Love
- Forgive Me Father (I Have Sinned)
- Lilith Immaculate
- Frost on Her Pillow
- For Your Vulgar Delectation
- Right Wing of the Garden Triptych
- Blackest Magick in Practice
- Heartbreak and Seance
- Crawling King Chaos
- Necromantic Fantasies
- How Many Tears to Nurture a Rose?
- She Is a Fire
- Demon Prince Regent (Live)
- Malignant Perfection
- To Live Deliciously
- White Hellebore
- Demagoguery